# Simpang Teumarom
Simpang Teumarom is een bestuurslaag in het regentschap Aceh Barat van de provincie Atjeh, Indonesië. Simpang Teumarom telt 81 inwoners (volkstelling 2010).